# Andreas Ericson
Lars Andreas Ericson, född 13 december 1977 på Lidingö, är en svensk skribent, redaktör, kommunikationskonsult och poddprogramledare.
Han har politisk bakgrund inom Liberalerna och har varit verksam som konsult vid kommunikationsbyrån Intellecta. Han var också VD för samhällsmagasinet Neo, samt under en period chef för tankesmedjan Timbros medieinstitut. Sedan februari 2021 är han redaktör för Svenska Dagbladets podd Ledarredaktionen samt återkommande skribent för tidningens ledarredaktion.